# The Aquatic Games
The Aquatic Games (з англ. Водні ігри) — британська відеогра 1992 року в жанрі спортивного симулятора й платформера, розроблена студією Millennium Interactive (яку пізніше перейменували на Guerrilla Cambridge). Видавцем гри для платформи Sega Mega Drive стала компанія Electronic Arts, а для SNES — Seika Corporation. The Aquatic Games, оформлена у водних декораціях, являє собою пародію на спортивні ігри від корпорації Konami.[джерело?] The Aquatic Games є останньою відеогрою для Amiga 500, у якій з'являється персонаж Джеймс Понд. Хоч наступна гра в серії («Джеймс Понд 3: Операція „Морська зірка“») також вийшла для операційної системи AmigaOS, вона була сумісною тільки з новішою серією 32-бітових систем, що використовували Amiga Advanced Graphics Architecture. У відеогрі можна почути оброблені класичні композиції, зокрема симфонію № 9 Бетховена (на початковому екрані) та «Форель» Шуберта. Решту му́зики для гри створив композитор Річард Джозеф.

## Сприйняття
Часопис «Ґейм-Про» загалом позитивно оцінив версію гри для SNES. Було зазначено, що простий ігровий процес, простенька графіка та кумедні звукові ефекти зумовили те, що відеогрою сповна насолодяться молоді гравці, тоді як старшим вона буде нецікавою.
Зі свого боку, дописувач вебсайту Classic Game Room Марк Басслер відгукнувся про гру негативно, назвавши її «у найкращому разі недоробленою». Водночас Басслерові сподобалася мінігра «Час годівлі» (англ. Feeding Time), яка, на його думку, «у свій час була б чудовою окремою відеогрою для Atari 2600».

## Завваги
1. ↑  Версія відеогри для SNES має назву Super Aquatic Games (з англ. Неймовірні водні ігри).